# La quinta stagione (Piero Colaprico)
La quinta stagione  è un romanzo giallo di Piero Colaprico, pubblicato da Rizzoli, nella collana Narrativa nel 2007.

## Trama
Binda, ex maresciallo dei carabinieri, protagonista della quadrilogia di gialli di Piero Colaprico, è ormai un pensionato settantenne. Sia pure in discreta forma. Incontra casualmente una vecchia conoscenza, Pallonetto, ladro gentiluomo, anche lui settantenne, ora nei guai con una banda di pericolosi albanesi. Pallonetto è legato a Binda da un'amicizia che data la fine della guerra e le avventure dei partigiani lombardi. I padri erano amici e i due ragazzi giocavano assieme nei boschi. Quindi, quando Pallonetto gli chiede aiuto, sia pure raccontando una storia improbabile, Binda non può sottrarsi. Inizia a indagare sugli albanesi, grazie ai suoi contatti scopre che a Milano ormai comandano loro. Cerca una ragazza, Maronela, fidanzata di Pallonetto, che si dice incapace di vivere senza di lei. Presto viene coinvolto in una spietata avventura, fatta di ricatti e violenza, che lo porta fino a Tirana e ritorno.  Scopre che l'amico non gli aveva detto tutto e che - agire da soli - porta alla disfatta.

## Considerazioni
Il romanzo è carico di ricordi della fine della guerra e delle lotte partigiane. I tempi sono cambiati, i due vecchi non sembrano in grado di apprezzare le novità e - senza esimersi da un certo autocompiacimento - si lamentano del degrado morale e materiale della Milano che conoscevano e che non c'è più. Come definirlo, questo libro? Un romanzo giallo che racconta di una realtà vera, o un'inchiesta sulla realtà scritta in modo romanzato? Difficile distinguere la linea di demarcazione tra ciò che è invenzione (il personaggio del maresciallo Binda) e ciò che è realtà (le bande di albanesi e il traffico di droga). Proprio per il background di Colaprico, cronista di nera per Repubblica e autore di altri saggi sulla nostra attualità. «Con la modernità, in cui non smettiamo di accumulare, di aggiungere, di rilanciare, abbiamo disimparato che è la sottrazione a dare la forza, che dall'assenza nasce la potenza. E per il fatto di non essere più capaci di affrontare la padronanza simbolica dell'assenza, oggi siamo immersi nell'illusione inversa, quella, disincantata, della proliferazione degli schermi e delle immagini».